# Ospa małpia
Ospa małpia (ang. Mpox) – endemiczna choroba zakaźna odzwierzęca, wywołana przez wirus ospy małpiej należący do rodzaju Orthopoxvirus. Po raz pierwszy opisana w 1958 r., gdy w koloniach małp trzymanych w celach badawczych wystąpiły dwa ogniska choroby podobnej do ospy, stąd nazwa „ospa małpia”. Pierwsze przypadki u ludzi stwierdzono w 1970 r. w ówczesnym Zairze. Choroba rzadko przenoszona na ludzi, przez długi czas zachorowania stwierdzano wyłącznie w centralnej Afryce, jednak w 2003 r. była diagnozowana u mieszkańców środkowo-zachodnich Stanów Zjednoczonych. W 2018 r. stwierdzono pierwszy przypadek wystąpienia choroby w Wielkiej Brytanii. Choroba u ludzi objawia się w sposób podobny jak w ospie prawdziwej i ospie wietrznej. Do transmisji z człowieka na człowieka może dojść poprzez bezpośredni kontakt z zakażoną skórą lub płynami ustrojowymi, w tym poprzez kontakt seksualny. Może być przenoszona przez kontakt seksualny bez zabezpieczenia, choć antykoncepcja nie zabezpiecza w pełni przed zarażeniem. 

## Objawy
Objawy zaczynają się od gorączki, bólu głowy, bólów mięśni i uczucia zmęczenia. W przeciwieństwie do ospy prawdziwej, pojawia się również powiększenie węzłów chłonnych (limfadenopatia).
W ciągu 1 do 3 dni (czasem dłużej) od pojawienia się gorączki pojawia się wysypka, często zaczynająca się na twarzy, a następnie rozprzestrzeniająca się na inne części ciała.
Zmiany skórne, zanim znikną, przechodzą przez następujące etapy:
- małe, płaskie plamki
- małe grudki – wypełniające się przezroczystym płynem i ropą
- pęcherzyki
- krosty
- strupy[5]

Choroba trwa od 2 do 4 tygodni.

## Profilaktyka
W kilku badaniach obserwacyjnych wykazano, że szczepionka przeciwko ospie prawdziwej jest skuteczna w około 85% w zapobieganiu ospie małpiej. Dlatego wcześniejsze szczepienie przeciwko ospie, którego oznaką jest zwykle blizna na ramieniu, może spowodować łagodniejszą chorobę. Nowsza szczepionka oparta na zmodyfikowanym atenuowanym wirusie krowianki (szczep Ankara) została zatwierdzona do zapobiegania ospie małpiej w 2019 roku. Jest to szczepionka dwudawkowa, której dostępność pozostaje ograniczona. Szczepionki przeciw ospie prawdziwej i małpiej ospie są opracowywane w preparatach opartych na wirusie krowianki ze względu na ochronę krzyżową zapewnianą przez odpowiedź immunologiczną na ortopoksywirusy.

## Leczenie
W Unii Europejskiej zatwierdzonym środkiem do leczenia pokswirusów, w tym małpiej ospy jest tekowirymat.

## Naturalny nosiciel
Różne gatunki zwierząt zostały zidentyfikowane jako podatne na wirusa ospy małpiej. Głównie: wiewiórki, szczury, popielice, naczelne inne niż ludzie i inne. Naturalna historia wirusa małpiej ospy pozostaje niepewna i potrzebne są dalsze badania w celu określenia dokładnego rezerwuaru i sposobu utrzymywania się wirusa w przyrodzie.

## Patogen
Wirus małpiej ospy jest otoczkowym dwuniciowym wirusem DNA, który należy do rodzaju Orthopoxvirus z rodziny Poxviridae (pokswirusy). Istnieją dwa odrębne klady genetyczne wirusa ospy małpiej – klad środkowoafrykański (dorzecze Konga) i klad zachodnioafrykański. Klad dorzecza Konga w przeszłości powodował cięższą chorobę i uważano, że jest bardziej przenośny. Jedynym krajem, w którym znaleziono oba klady wirusa jest Kamerun.

## Epidemiologia
Kraje, w których odnotowano zakażenie małpią ospą kladem środkowoafrykańskim
     Kraje, w których odnotowano zakażenie małpią ospą kladem zachodnioafrykańskim
     Kraje, w których znaleziono oba klady wirusa małpiej ospy
     Kraje, w którym odnotowano zakażenie małpią ospą kladem zachodnioafrykańskim w roku 2022

Mapa odnotowanych zarażeń wirusem małpiej ospy.
Kraje, w których odnotowano zakażenie małpią ospą kladem środkowoafrykańskim
Kraje, w których odnotowano zakażenie małpią ospą kladem zachodnioafrykańskim
Kraje, w których znaleziono oba klady wirusa małpiej ospy
Kraje, w którym odnotowano zakażenie małpią ospą kladem zachodnioafrykańskim w roku 2022

Ospę małpią po raz pierwszy zidentyfikowano u ludzi w 1970 roku w Demokratycznej Republice Konga u 9-letniego chłopca w regionie, w którym ospa prawdziwa została wyeliminowana w 1968 roku. Od tego czasu większość przypadków została zgłoszona na obszarze dorzecza Kongo. Kolejne przypadki coraz częściej zgłaszane były w Afryce Środkowej i Zachodniej.
Od 1970 r. odnotowano przypadki małpiej ospy u ludzi w 11 krajach afrykańskich – Beninie, Kamerunie, Republice Środkowoafrykańskiej, Demokratycznej Republice Konga, Gabonie, Wybrzeżu Kości Słoniowej, Liberii, Nigerii, Republice Konga, Sierra Leone i Sudanie Południowym. W latach 1996–1997 w Demokratycznej Republice Konga odnotowano epidemię z niskim współczynnikiem śmiertelności, lecz wyższym niż zwykle wskaźnikiem zakażeń. Od 2017 r. w Nigerii zanotowano ponad 500 podejrzeń zakażenia oraz ponad 200 potwierdzonych przypadków, a wskaźnik śmiertelności wynosi około 3%.

### 2003, Stany Zjednoczone
W maju 2003 r., w okolicach Milwaukee w stanie Wisconsin, zanotowano pierwszy przypadek małpiej ospy – u małego dziecka pojawiła się gorączka i wysypka po ugryzieniu przez nieświszczuka (pieska preriowego) zakupionego na lokalnym rynku. W sumie do 20 czerwca 2003 r. zgłoszono 71 przypadków małpiej ospy. Wszystkie przypadki wykryto u szczurów z Gambii, importowanych z Akry w kwietniu 2003 r. przez importera egzotycznych zwierząt z Teksasu. Nie doszło do zgonów. W celu potwierdzenia choroby wykorzystano mikroskopię elektronową i badania serologiczne. Osoby zarażone zazwyczaj doświadczały objawów gorączki, bólów głowy, bólów mięśni, dreszczy i nadmiernej potliwości. Mniej więcej jedna trzecia zarażonych osób miała kaszel. Od 1 do 10 dni po objawach prodromalnych pojawiła się wysypka grudkowa, która zwykle przechodziła przez etapy pęcherzyków, krost i strupów. U niektórych osób wczesne zmiany uległy owrzodzeniu. Wysypka i zmiany chorobowe wystąpiły na głowie, tułowiu i kończynach; wiele osób miało plamy na dłoniach i stopach. Wszyscy dotknięci chorobą zgłaszali bezpośredni lub bliski kontakt z nieświszczukami.

### 2017–2018, Nigeria
Od początku epidemii w Nigerii we wrześniu 2017 r. do 15 września 2018 r. zgłoszono łącznie 269 podejrzanych przypadków w 25 stanach, w tym 115 potwierdzonych przypadków w 16 stanach. Zarejestrowano siedem zgonów, z których cztery dotyczyły pacjentów ze zdiagnozowanym u nich wcześniej stanem obniżonej odporności. Wśród potwierdzonych przypadków było dwóch pracowników służby zdrowia. Najbardziej dotknięta grupa wiekowa to 21–40 lat, a 79% potwierdzonych przypadków to mężczyźni.

### 2018, Wielka Brytania
We wrześniu 2018 r. zarejestrowano pierwszy przypadek małpiej ospy w Wielkiej Brytanii. Obywatelka Nigerii, zaraziła się małpią ospą w Nigerii przed podróżą do Wielkiej Brytanii. Według Public Health England (PHE) – agencji wykonawczej Departamentu Zdrowia i Opieki Społecznej w Anglii osoba ta przebywała w bazie marynarki wojennej w Kornwalii, zanim została przeniesiona do wyspecjalizowanego oddziału chorób zakaźnych londyńskiego szpitala Royal Free Hospital. Drugi przypadek został potwierdzony w Blackpool. Trzeci przypadek dotyczył pracownika medycznego, który opiekował się pacjentem z Blackpool. Czwarty przypadek miał miejsce 3 grudnia 2019 r. w południowo-zachodniej Anglii u osoby, która zaraziła się podczas pobytu w Nigerii.

### 2019, Singapur
8 maja 2019 r. 38-letni mężczyzna, który przybył z Nigerii, został hospitalizowany na oddziale izolacyjnym Narodowego Centrum Chorób Zakaźnych w Singapurze, po potwierdzeniu, że jest to pierwszy przypadek małpiej ospy w kraju. W rezultacie kwarantannie poddano wówczas 22 osoby.

### 2021
24 maja w Wielkiej Brytanii walijskie Public Health Wales zidentyfikowało trzy przypadki małpiej ospy z jednego gospodarstwa domowego. Przypadki zostały potwierdzone przez ministra zdrowia Matta Hancocka. Pacjenta zero zdiagnozowano 24 maja po jego powrocie z Nigerii. Drugi przypadek zgłoszono 2 czerwca, a trzeci 24 czerwca.
16 lipca w USA w Dallas w stanie Teksas u obywatela Stanów Zjednoczonych powracającego z Nigerii zdiagnozowano małpią ospę. Został niezwłocznie hospitalizowany.

### 2022
Do 19 maja Wielka Brytania zarejestrowała 9 przypadków, Portugalia 14, Hiszpania 7, Stany Zjednoczone i Szwecja po 1, władze włoskie potwierdziły 1 przypadek i podejrzewają 2 kolejne. W Polsce pierwszy przypadek zakażenia zanotowano 10 czerwca.